# فينتشينزو فيوريلو
فينتشينزو فيوريلو (بالإيطالية: Vincenzo Fiorillo)‏ (مواليد 13 يناير 1990 في جنوى - إيطاليا) لاعب كرة قدم إيطالي يلعب حاليا لصالح نادي ساليرنيتانا الإيطالي منذ 2021 في مركز حراسة المرمى.

## روابط خارجية
- فينتشينزو فيوريلو على موقع الاتحاد الدولي (مؤرشف)  (الإنجليزية)
- فينتشينزو فيوريلو على موقع الاتحاد الأوربي (الإنجليزية)
- فينتشينزو فيوريلو على موقع قاعدة بيانات كرة القدم.إي يو (الإنجليزية)
- فينتشينزو فيوريلو على موقع Soccerway.com (الإنجليزية)
- فينتشينزو فيوريلو على موقع عالم كرة القدم.نت (الإنجليزية)
- فينتشينزو فيوريلو على موقع كووورة
- فينتشينزو فيوريلو على موقع AS.com (الإسبانية)